# Youku
Youku Tudou Inc. (dawniej Youku Inc.) prowadząca działalność jako Youku (chiń. 优酷; dosłownie: „doskonałe/fajne”) – usługa hostingu wideo z siedzibą w Pekinie, w Chinach. Działa ona w ramach Alibaba Group.
12 marca 2012 roku Youku zawarło porozumienie w sprawie fuzji z Tudou w ramach transakcji giełdowej. Nowy podmiot nosi nazwę Youku Tudou Inc. Strona Youku ma ponad 500 mln aktywnych miesięcznie użytkowników i notuje 800 mln dziennych odsłon filmów wideo.
Youku jest jedną z najpopularniejszych w Chinach platform usług online video i streamingu, wraz z iQIYI, Sohu, LeTV, Tencent Video, PPTV, 56.com i Funshion. Youku do 2014 roku był uznawany za najpopularniejszy serwis oferujący hosting wideo w Chinach; wyprzedził go wówczas konkurencyjny serwis iQIYI, obsługiwany przez wyszukiwarkę Baidu.
Na początku istnienia serwis ten był traktowany jako odpowiednik amerykańskiego YouTube, natomiast od kilku lat jest porównywany do Hulu lub Netfliksa.
Firma początkowo kładła nacisk na treści tworzone przez użytkowników, następnie skupiła się na profesjonalnie produkowanych filmach od ponad 1500 partnerów.
W styczniu 2010 roku strona Youku.com znalazła się na pierwszym miejscu w chińskiej branży internetowego wideo według dostawcy metryk internetowych CR-Nielsen. W 2008 roku Youku nawiązało współpracę z Myspace w Chinach.